# Błotno (powiat stargardzki)
Błotno – wieś w Polsce, położona w województwie zachodniopomorskim, w powiecie stargardzkim, w gminie Dobrzany, 5,5 km na południowy wschód od Dobrzan (siedziby gminy) i 29 km na wschód od Stargardu (siedziby powiatu).
Wieś znajduje się nad południowym brzegiem jeziora Błotno.
W latach 1975–1998 miejscowość należała administracyjnie do województwa szczecińskiego.